# アデル・アブデスメッド

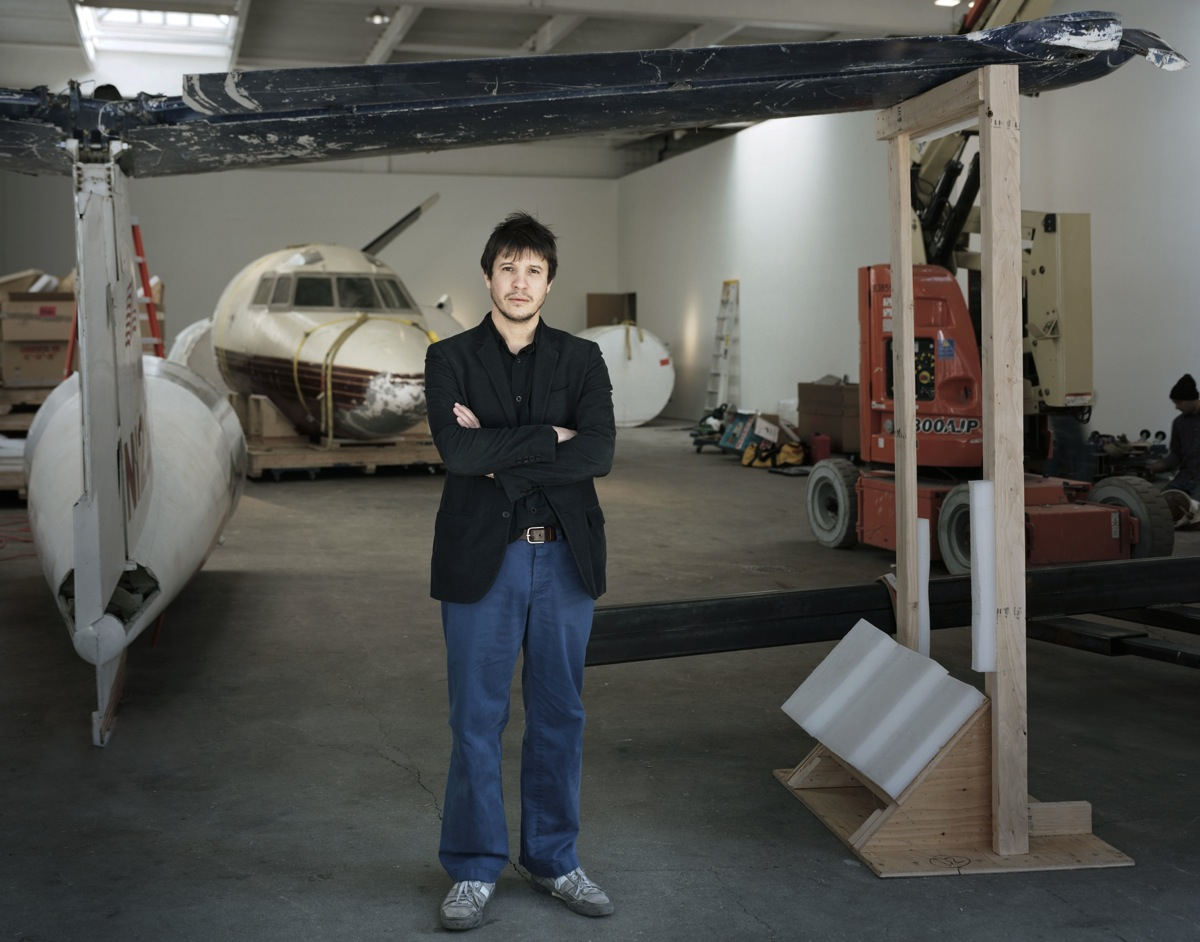
アデル・アブデスメッド

アデル・アブデスメッド（Adel Abdessemed、1971年 - ）は、アルジェリアのコンスタンティーヌ生まれの現代美術家。フランスのパリを拠点に活動。現代の様々な社会問題を、ヴィデオ、写真、パフォーマンスなどの表現を通じて掘り下げている。

## 略歴
- 1971年、コンスタンティーヌに生まれる。リヨン（フランス）の美術学校で学ぶ。
- 1994年、パリに移住。
- 1999年、ビデオ作品を発表し始める。
- 2000年、「one piece, one critic, one artist」（ルーブル美術館、パリ）を発表。
- 2001年、横浜トリエンナーレに参加。
- 2003年、第50回ヴェネツィア・ビエンナーレに参加。
- 2006年、サンパウロ・ビエンナーレに参加。個展「Practice Zero Tolerance（ゼロ トレランスの践）」クリエ現代美術センター（レンヌ）、ルプラトー（パリ）
- 2010年、あいちトリエンナーレ2010に参加[1]。
- 2017年、奥能登国際芸術祭 珠洲（珠洲市）に参加[2]。
- 2018年、大地の芸術祭 越後妻有アートトリエンナーレに参加[3]。